# Rust Never Sleeps
Rust Never Sleeps es el undécimo álbum de estudio del músico canadiense Neil Young, publicado por la compañía discográfica Reprise Records en junio de 1979.

## Trasfondo
Gran parte de Rust Never Sleeps fue grabado en directo en el Boarding House de San Francisco (California) durante la gira con Crazy Horse a finales de 1978, y con posteriores sobregrabaciones en el estudio de grabación. En el estudio, Young eliminó lo máximo posible el ruido provocado por el público, aunque se puede escuchar aplausos en determinados puntos de algunas canciones, especialmente en la primera y última canción. El álbum se divide en dos partes, una acústica y otra eléctrica, y abre y termina con sendas versiones de la misma canción, «Hey Hey, My My»
«My My, Hey Hey (Out of the Blue)», «Thrasher» y «Ride My Llama» fueron grabados en directo en el Boarding House a comienzos de 1978, mientras que «Powderfinger», «Welfare Mothers», «Sedan Delivery» y «Hey Hey, My My (Into the Black)»  fueron grabados a finales de la gira de 1978. Las dos canciones restantes fueron grabadas en un estudio de grabación: «Sail Away» fue grabado sin el respaldo de Crazy Horse durante las sesiones de Comes a Time,  mientras que «Pocahontas» fue grabada en solitario en 1975.
Young también publicó un largometraje sobre el álbum con el mismo título. A finales de 1979, Young publicó el álbum en directo Live Rust, un recopilatorio con canciones antiguas entremezcladas con temas de Rust Never Sleeps. El título del álbum fue tomado del eslogan de la marca de pinturas Rust-Oleum y sugerido por Mark Mothersbaugh, de la banda Devo.

## Recepción
Tras su publicación, Rust Never Sleeps obtuvo en general buenas reseñas de la prensa musical, que lo destacó como uno de los mejores trabajos de la carrera musical de Neil Young. El periodista Robert Christgau, en una crítica para Village Voice, definió el álbum como el mejor disco de Young y comentó que, aunque sus melodías son simples y originales, sus letras son sorprendentes y complejas: «Es más sabio pero no más cansado, vencedor hasta el momento por encima de lo que sugiere el título». Paul Nelson, en su crónica para Rolling Stone, encontró su primera cara virtuosa debido a la trascendencia de las canciones acústicas de Young con su actuación al mando, y quedó impresionado por los temas sobre el escape personal y el agotamiento, el rol de la música rock y la violencia norteamericana: «Rust Never Sleeps me dice más sobre la vida, mi país y el rock and roll que cualquier música que he escuchado en años». Rust Never Sleeps fue además votado como el segundo mejor disco en la encuesta Pazz & Jop elaborada por críticos musicales para la revista The Village Voice. Christgau, creador de la encuesta, lo votó también como su segundo mejor disco de 1979, al igual que el crítico Greil Marcus. El álbum también ganó el título de álbum del año para los críticos de la revista Rolling Stone. En una lista de finales de década, Christgau nombró a Rust Never Sleeps como el noveno mejor disco de la década de 1970.
En 2003, la revista Rolling Stone situó Rust Never Sleeps en el puesto 350 de la lista de los 500 mejores discos de todos los tiempos. En una crítica retrospectiva, Greg Jot, de Chicago Tribune, comentó que ambas partes eléctricas y acústicas eran sorprendentes. Por otra parte, William Ruhlmann de Allmusic observó que Young se revitalizaba artísticamente por ser imaginativo y audaz, y que en el proceso creó un álbum ejemplar que «encapsulaba sus numerosos estilos en un únido disco con grandes canciones -en particular, la notable "Powderfinger"- a diferencia de lo que había hecho antes». Rob Sheffield, en su crítica para el libro The Rolling Stone Album Guide, comentó que «Powderfinger», «Pocahontas», «Thrasher» y «Hey Hey, My My (Into the Black)» estaban entre las mejores canciones de Young.
A nivel comercial, Rust Never Sleeps debutó en el puesto ocho en la lista estadounidense Billboard 200, la misma posición que consiguió nueve años antes con After the Gold Rush. En el Reino Unido, el álbum llegó al puesto 13 de la lista UK Albums Chart, mientras que en Canadá alcanzó la posición 28 de la lista de discos más vendidos. En los Estados Unidos, Rust Never Sleeps fue certificado como disco de platino al superar el millón de copias vendidas.

## Lista de canciones
Todas las canciones escritas y compuestas por Neil Young excepto donde se anota. 
| Cara A |                                    |                            |          |  |
| N.º    | Título                             | Escritor(es)               | Duración |  |
| 1.     | «My My, Hey Hey (Out of the Blue)» | Neil Young, Jeff Blackburn | 3:45     |  |
| 2.     | «Thrasher»                         |                            | 5:38     |  |
| 3.     | «Ride My Llama»                    |                            | 2:29     |  |
| 4.     | «Pocahontas»                       |                            | 3:22     |  |
| 5.     | «Sail Away»                        |                            | 3:46     |  |

| Cara B |                                   |                            |          |  |
| N.º    | Título                            | Escritor(es)               | Duración |  |
| 1.     | «Powderfinger»                    |                            | 5:30     |  |
| 2.     | «Welfare Mothers»                 |                            | 3:48     |  |
| 3.     | «Sedan Delivery»                  |                            | 4:40     |  |
| 4.     | «Hey Hey, My My (Into the Black)» | Neil Young, Jeff Blackburn | 5:18     |  |

Pistas 1, 2, 3: Boarding House, San Francisco, 26 de mayo; Pista 4: grabada en Indigo Recording Studio, Malibu, 11 de agosto de 1976, y más tarde en Triad Recording, Ft. Lauderdale, y Broken Arrow Studio, Redwood City; Pista 5: grabada en Triad Recording, Ft. Lauderdale, 12 de septiembre de 1977, y más tarde en Woodland Sound Studios, Nashville; Pista 6: McNichols Arena, Denver, 19 de octubre; Pista 7 y 8: St. Paul Civic Center, 15 de octubre; Pista 9: Cow Palace, San Francisco, 22 de octubre.

## Personal
Músicos
- Neil Young: guitarra, armónica y voz
- Crazy Horse:
  - Frank "Poncho" Sampedro: guitarra y coros
  - Billy Talbot: bajo y coros
  - Ralph Molina: batería
- Nicolette Larson: coros en «Sail Away»
- Karl T. Himmel: batería en «Sail Away»
- Joe Osborn: bajo en «Sail Away»

## Posición en listas
| País           | Lista                      | Posición |
| -------------- | -------------------------- | -------- |
| Alemania       | Media Control Top-50 Chart | 59       |
| Canadá         | Canadian Albums Chart      | 28       |
| Estados Unidos | Billboard 200              | 8        |
| Nueva Zelanda  | New Zealand Albums Chart   | 7        |
| Países Bajos   | Mega Album Top 100         | 19       |
| Reino Unido    | UK Albums Chart            | 13       |

| Sencillo                          | Lista                  | Posición más alta |
| --------------------------------- | ---------------------- | ----------------- |
| «Hey Hey, My My (Into the Black)» | Mainstream Rock Tracks | 79                |

## Certificaciones
| Fecha                | País           | Organismo certificador | Certificación | Ventas certificadas |
| -------------------- | -------------- | ---------------------- | ------------- | ------------------- |
| 7 de febrero de 1980 | Estados Unidos | RIAA                   | Platino       | 1 00 000            |